# Take Me Away
"Take Me Away" é uma canção gravada pela cantora e compositora canadense Avril Lavigne para seu segundo álbum de estúdio, Under My Skin. Foi composta pela intérprete e Evan Taubenfeld, e produzida por Don Gilmore. Musicalmente derivado de nu metal, o tema teve sua sonoridade comparada ao estilo das bandas Linkin Park e Evanescence, e suas letras tratam a respeito da incapacidade da cantora em lidar com a própria confusão.
Lançada digitalmente em 24 de maio de 2004 como um dos singles promocionais que antecederam o lançamento de Under My Skin, "Take Me Away" foi primeiramente incluída no lançamento em formato físico do primeiro single do disco, "Don't Tell Me". A faixa foi apresentada ao vivo durante a Bonez Tour (2004–05), segunda turnê mundial de Lavigne. A maioria dos analistas musicais concedeu críticas mistas a "Take Me Away", elogiando sua musicalidade mas criticando sua parte lírica. Ademais, alguns deles ainda a compararam negativamente ao respertório da cantora compatriota Alanis Morissette.

## Antecedentes e produção
As primeiras menções de um sucessor para seu bem-sucedido álbum de estreia, Let Go, surgiram num encontro de Lavigne com Chantal Kreviazuk e Raine Maida — sendo os dois casados — ocorrido em junho de 2003, durante um evento beneficente em apoio a portadores de SARS. Sem planos de colaborar com produtores e/ou compositores profissionais como o trio The Matrix (com o qual teve um conflito em relação a créditos de composição em Let Go), ela desenvolveu com o casal a maior parte do projeto, descrevendo-o como "mais obscuro, sombrio, profundo e maduro" que o antecessor. Apesar disso, a artista também compôs com outros músicos, como o guitarrista Evan Taubenfeld, que na época ainda fazia parte de sua banda de apoio. Em parceira com Taubenfeld, ela concebeu três canções para o disco: "Take Me Away" "Don't Tell Me" e "Freak Out"; nas duas primeiras, a participação do guitarrista ocorreu apenas na composição da parte musical das faixas, sendo Lavigne creditada somente pelas letras. A produção de "Take Me Away" ficou a cargo de Don Gilmore; por sua vez, sua gravação decorreu nos estúdios NRG Recording, localizados
em North Hollywood, Califórnia.
De acordo com a Australasian Performing Right Association (APRA), Lavigne gravou outra canção também chamada "Take Me Away", composta por ela em conjunto com a equipe The Matrix (creditada sob o nome dos três membros: Graham Edwards, Scott Spock e Lauren Christy). Esta deveria ter entrado no alinhamento de Let Go, o que acabou não acontecendo.

## Composição
"Take Me Away" é uma canção de nu metal cuja sonoridade foi comparada ao estilo musical das bandas Linkin Park e Evanescence. De acordo com a partitura musical publicada por Universal Music Publishing Group no website Musicnotes.com, foi composta no tom de mi menor, com um andamento moderado cujo metrônomo é de 100 batidas por minuto. O alcance vocal na faixa se abrange entre a nota de si4 e ré5. Suas letras são um clamor de Lavigne por sua incapacidade em lidar com sua confusão, com ela a esperar por alguém que a tire do caos, como demonstrado pelas linhas "Eu não consigo lidar com essa confusão / Eu sou incapaz, venha e me leve embora". Em outros trechos, a exemplo de "Minhas palavras são frias / Eu não quero que elas te machuquem", a intérprete "resiste a descarregar" sua dor em um garoto que a magoou. A BBC Music comparou a canção a "My Happy Ending", uma vez que ambas "agitam a dor e o desespero de relacionamentos que ferem". Em corcordância, a revista Entertainment Weekly descreveu "Take Me Away" e "Together", segunda faixa de Under My Skin, como "canções sombrias antiamor".

## Lançamento e recepção crítica
A primeira aparição de "Take Me Away" foi no alinhamento do CD single de  "Don't Tell Me", o primeiro single de Under My Skin. Em 24 de maio de 2004, a faixa foi relançada em formato digital na iTunes Store como um single promocional, antecedendo o lançamento do álbum, que saiu às vendas no dia seguinte. As canções "I Always Get What I Want" e "He Wasn't", que também aparecem em Under My Skin, foram lançadas digitalmente na mesma data.
"Take Me Away" recebeu geralmente críticas mistas. Escrevendo para a BBC Music, Annabel Leathes disse que a obra contém um "refrão de estádio", porém os vocais "chorosos" de Lavigne e as letras "banais" implicam que a cantora usa apenas um rótulo. Negativamente, a analista ainda comparou o sofrimento contido na canção ao repertório da também canadense Alanis Morissette. Lance Fiasco da idobi Radio compartilhou que a canção e "Losing Grip" são faixas "cabeludas" e as mais "duras" da carreira da artista, notando uma "picada venenosa de Alanis" em ambas. Para a Slant Magazine, Sal Cinquemani descreveu "Take Me Away" como a faixa "metaleira" do disco. Além disso, o resenhista comentou que ela remete ao heavy metal dos anos 1980 pela presença de várias guitarras e vocais sobrepostos. Tim O'Neil da PopMatters reconheceu a canção como a mais "estaladiça" da cantora até então e disse que o seu refrão é "quase tão contagiante" quanto o de "Don't Tell Me". Para a IstoÉ Gente, Mauro Ferreira considerou "Take Me Away" um dos destaques em Under My Skin.

## Apresentações ao vivo
Lavigne cantou uma versão acústica de "Take Me Away" numa sessão musical para AOL em 29 de fevereiro de 2004. Esta foi a primeira vez que a canção foi apresentada ao vivo pela artista. O áudio da canção nessa apresentação foi posteriormente incluído no EP Avril Live Acoustic, lançado em 1.º de julho de 2004 exclusivamente nas lojas Target. A obra também apareceu no alinhamento da segunda turnê mundial da cantora, a Bonez Tour, iniciada em setembro de 2004 e concluída em setembro de 2005. A performance de "Take Me Away" gravada na arena Nippon Budokan, localizada em Tóquio, Japão, durante a fase asiática da Bonez Tour, foi incluída no segundo DVD de Lavigne, Bonez Tour 2005: Live at Budokan, lançado somente no Japão em 7 de dezembro de 2005.

## Créditos
Créditos de "Take Me Away" adaptados do encarte do CD single australiano de "Don't Tell Me".
- Avril Lavigne – vocais, composição
- Evan Taubenfeld – composição
- Don Gilmore – produção, gravação em NRG Recording Studios (North Hollywood, Califórnia)
- John O'Brien – programação, teclados
- Michael Ward – guitarra
- Josh Freese – bateria
- Dan Certa – engenharia de gravação, edição de áudio
- Fox Phelps – assistência da engenharia de gravação